# Acid glutaric
Acidul glutaric (nume IUPAC: acid pentandioic) este un compus organic din clasa acizilor dicarboxilici cu formula HOOC-(CH2)3-COOH. Acidul glutaric este produs de corpul uman în urma metabolismului unor aminoacizi, printre care se numără și lizina și triptofanul. Erori la nivelul acestui metabolism poate cauza aciduria glutarică.

## Obținere
Acidul glutaric poate fi obținut prin reacția dintre butirolactonă și cianură de potasiu, pentru a se obține un nitril-carboxilat de potasiu. Prin hidroliză, acesta dă acidul dicarboxilic.